# アブドゥル・マジード・ワリス
アブドゥル・マジード・ワリス（Abdul Majeed Waris, 1991年9月19日 - ）は、ガーナ・タマレ出身のサッカー選手。ポジションはフォワード。

## 経歴

### クラブ
2010年にスウェーデンのBKヘッケンでプロキャリアをスタートさせ、2012年に29試合で23得点を記録した。2012年11月にロシアのFCスパルタク・モスクワに移籍した。3月10日、FCテレク・グロズヌイ戦でデビューした。
2014年1月、ヴァランシエンヌFCにレンタル移籍した。
2018年1月、FCポルトに買取オプション付きのシーズン終了までのレンタル移籍で加入。その後完全移籍となった。
2020年1月16日、RCストラスブールにレンタル移籍。同年8月に完全移籍となり、2年契約を結んだ。
2022年8月18日、アノルトシス・ファマグスタに2年契約で加入。

### 代表
ガーナ代表として2012年12月、チリ代表戦でデビューを果たした。2013年3月24日のワールドカップ予選、スーダン戦で代表初得点を挙げた。

## 代表歴

### 出場大会
- ガーナ代表
  - 2014 FIFAワールドカップ

### 試合数
- 国際Aマッチ 32試合 4得点（2012年-2019年）[6]

| ガーナ代表 | 国際Aマッチ | 国際Aマッチ |
| 年         | 出場        | 得点        |
| ---------- | ----------- | ----------- |
| 2012       | 5           | 0           |
| 2013       | 5           | 3           |
| 2014       | 8           | 1           |
| 2015       | 3           | 0           |
| 2016       | 5           | 0           |
| 2017       | 4           | 0           |
| 2018       | 1           | 0           |
| 2019       | 1           | 0           |
| 通算       | 32          | 4           |

## タイトル

### クラブ
FCポルト
- プリメイラ・リーガ : 2017-18

### 個人
- アルスヴェンスカン得点王 : 2012